# Avenue de Lamballe
L'avenue de Lamballe est une voie du 16e arrondissement de Paris, en France.

## Situation et accès
L'avenue de Lamballe est une voie publique située dans le 16e arrondissement de Paris. Elle débute place de Bolivie, à proximité de la Seine, et se termine au 33, rue Berton. Remontant la colline de Passy, cette voie présente un dénivelé important traité par un escalier ; ainsi, elle n'est pas accessible dans sa totalité aux véhicules à moteurs.
Le quartier est desservi  par la ligne 6 à la station Passy, par la ligne C du RER, à la gare de l'avenue du Président-Kennedy.

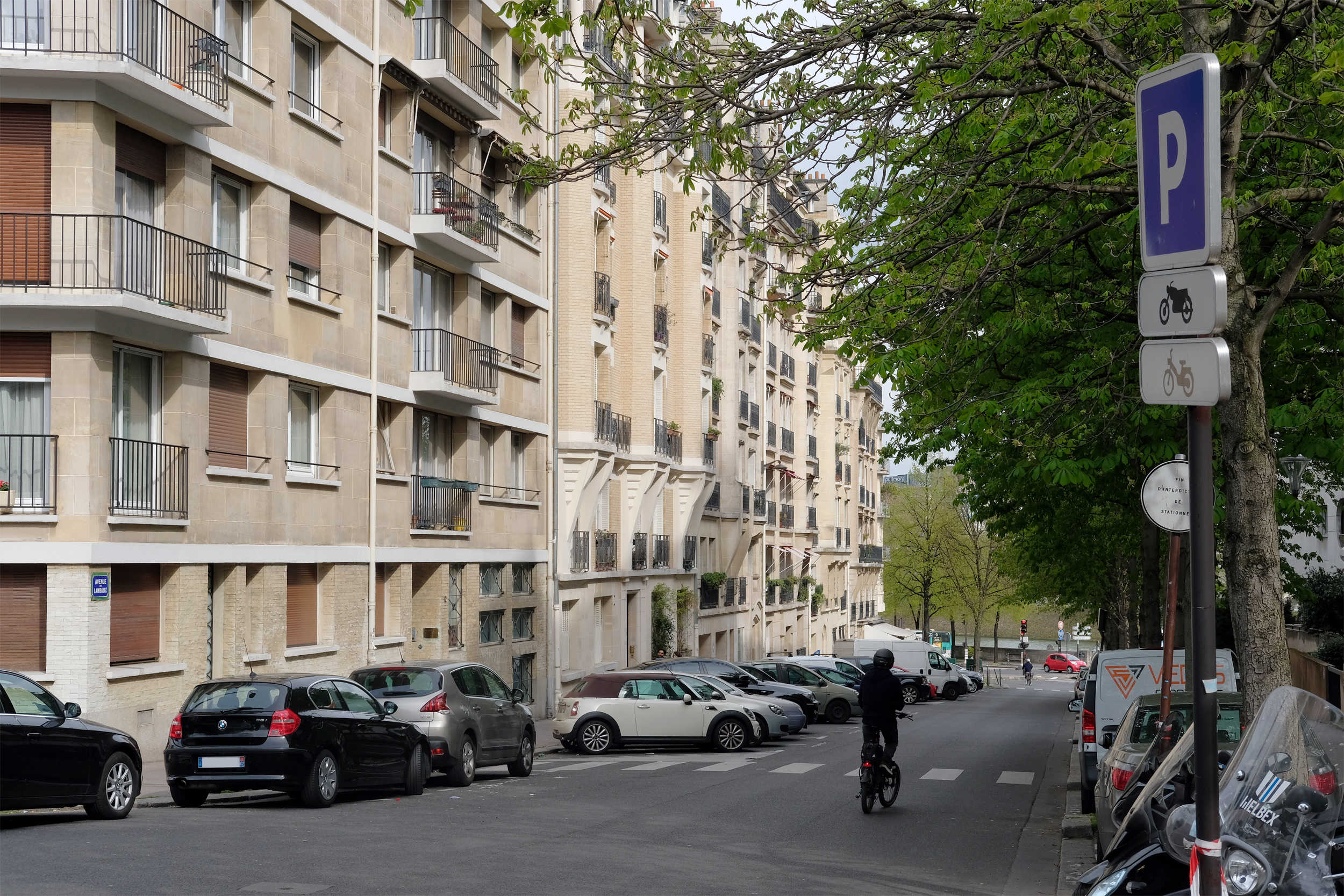
L'avenue, à proximité de la Seine.

## Origine du nom

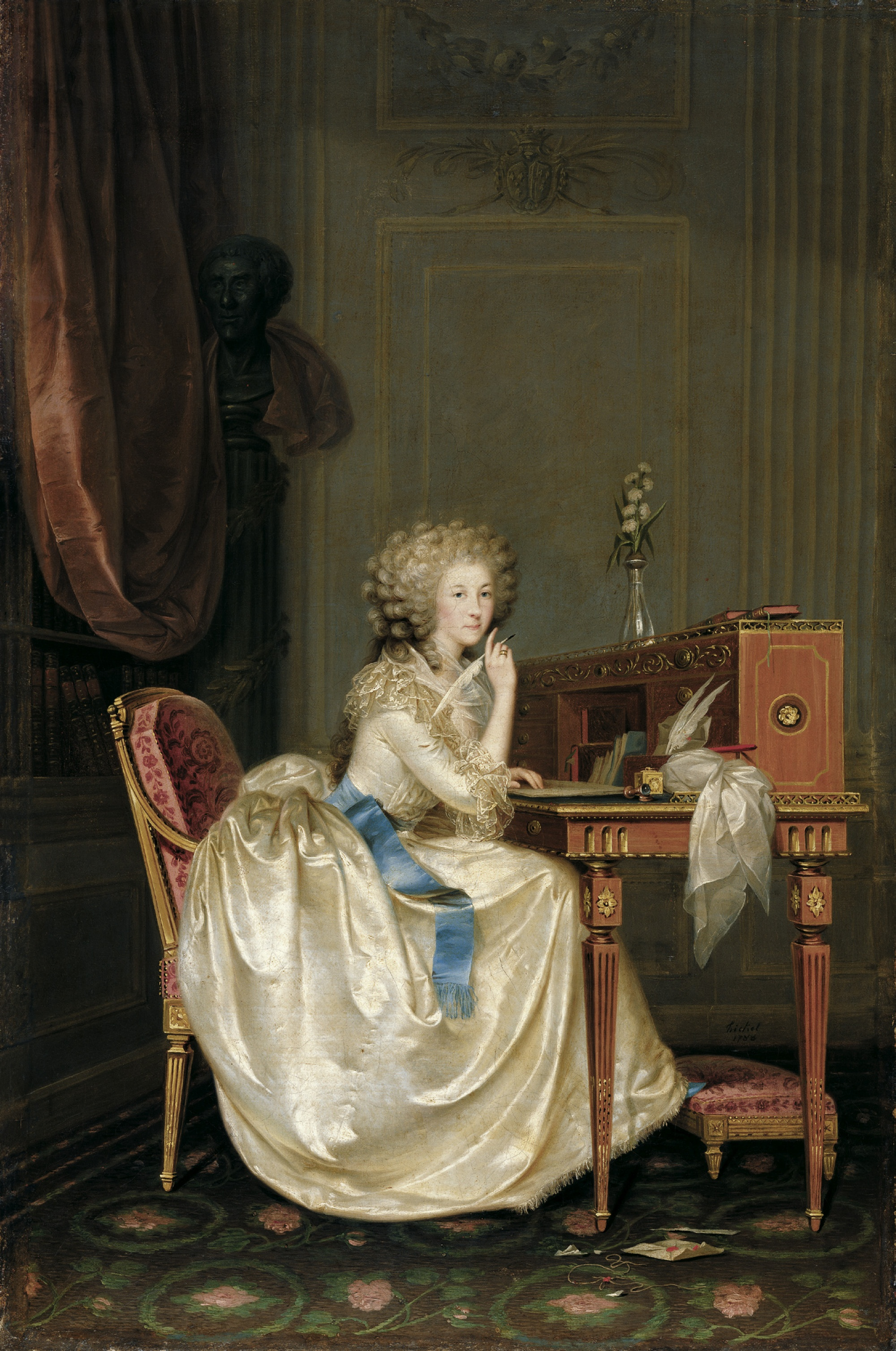
La princesse de Lamballe (1788).

Elle porte le nom de Marie-Thérèse-Louise de Savoie-Carignan (1749-1792), princesse de Lamballe, cousine par alliance du roi Louis XVI et amie de la reine Marie-Antoinette, victime des massacres de Septembre, qui possédait un domaine sur lequel la voie a été ouverte.

## Historique
La voie est créée dans le lotissement du parc de l'hôtel de Lamballe vendu par les héritiers du docteur Meuriot, également ancien propriétaire de cet hôtel, et prend sa dénomination actuelle par un arrêté du 22 juin 1925.
Au croisement de la rue d'Ankara, de l'avenue de Lamballe et de l'avenue du Président-Kennedy, la place de Bolivie est inaugurée en 1996.

## Bâtiments remarquables et lieux de mémoire
- No 16 : hôtel de Lamballe. En 1783, la princesse de Lamballe, amie de Marie-Antoinette d'Autriche, achète la folie Lauzun, nommée par la suite « hôtel de Lamballe ». Son jardin s'étend jusqu'au bord de la Seine. En général, Marie-Antoinette visite la princesse dans cette propriété. La princesse perd la vie la première pendant la Révolution, lynchée par la foule. En 1846, le docteur Esprit Blanche y transfère depuis Montmartre sa clinique de psychiatrie. À sa mort en 1852, son fils le docteur Émile Blanche prend la direction de l'établissement ; Charles Gounod compte parmi ses patients. En 1872, cette maison de santé, tout en conservant son appellation de « clinique du docteur Blanche », est cédée par Émile Blanche à son collègue, le docteur André Isidore Meuriot. Guy de Maupassant y passe, en 1892 et 1893, les derniers mois de sa vie. Auparavant, Honoré de Balzac, bien plus tard, Marcel Proust, sont voisins du lieu[1].
L’ambassade de Turquie en France s’installe en l'hôtel de Lamballe en 1945[2],[3].

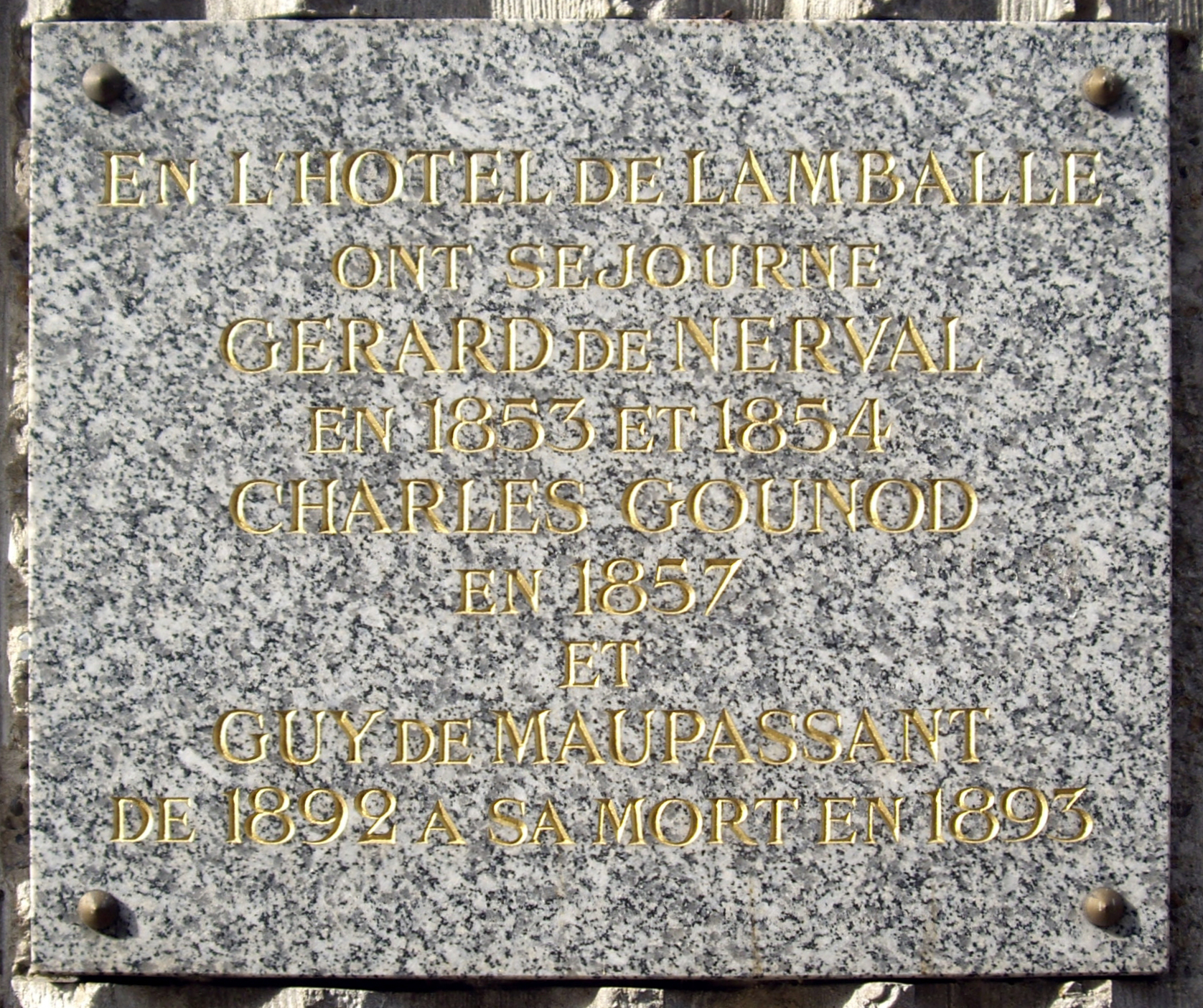
Plaque commémorative : Gérard de Nerval - Charles Gounod - Guy de Maupassant.

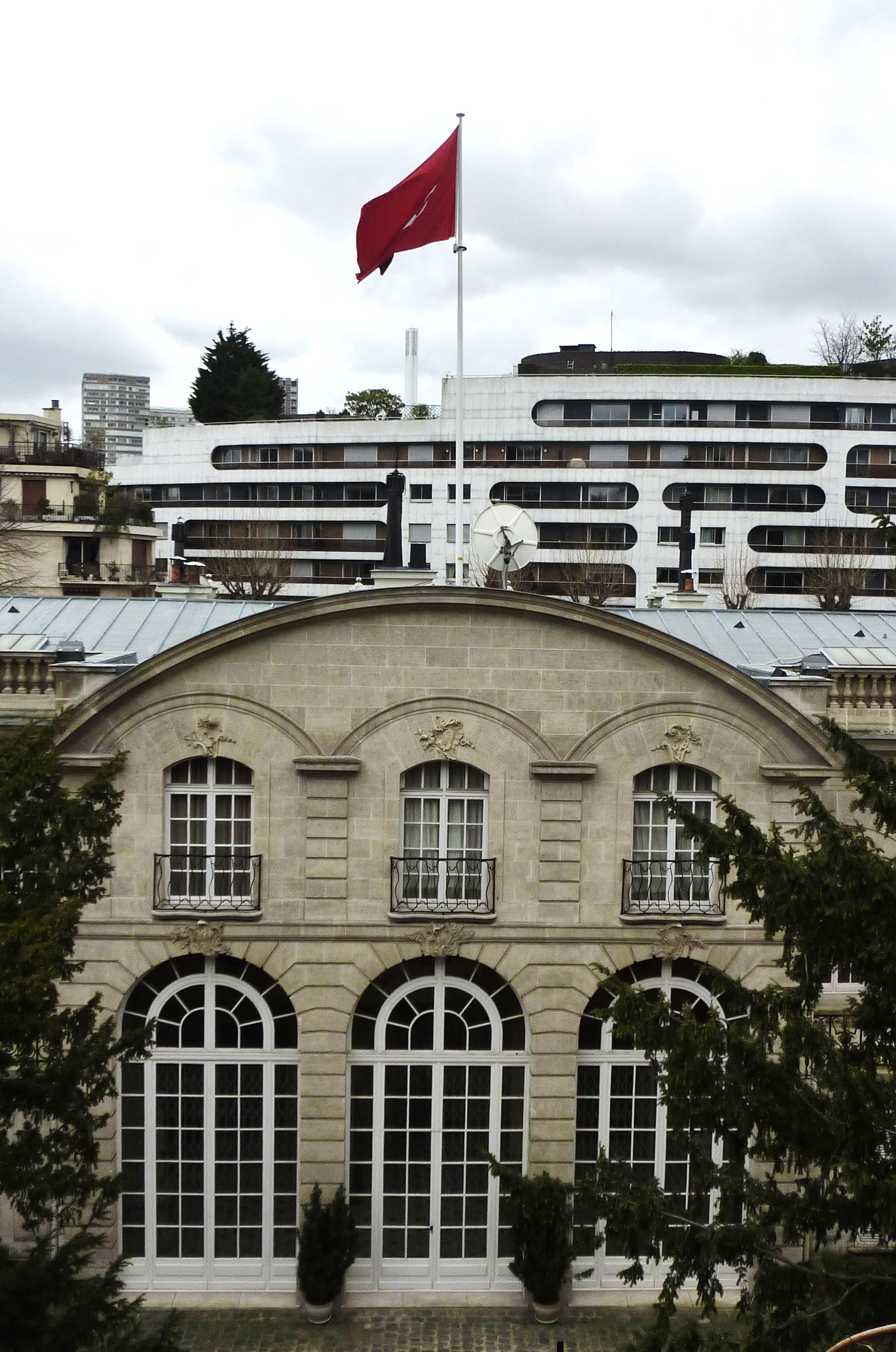
Vue de l'ambassade de Turquie.
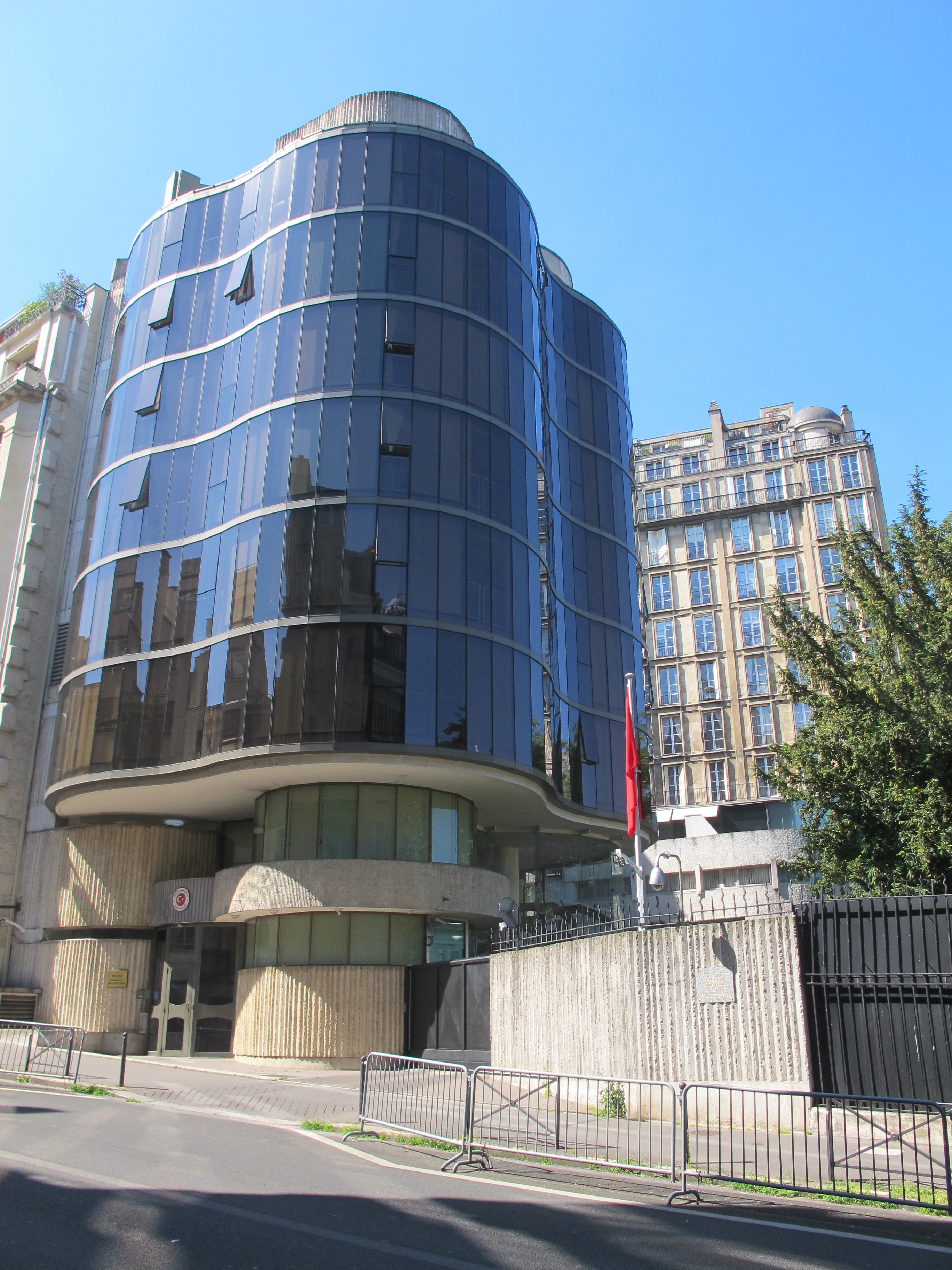
Entrée principale de l'ambassade.

- No 13 : l'empereur du Vietnam Bảo Đại y vécut. Une plaque lui rend hommage.
- No 17 : le maréchal Joseph Joffre (1852-1931), vainqueur de la bataille de la Marne pendant la Première Guerre mondiale, a vécu à cette adresse à la fin de sa vie. Une plaque lui rend hommage.

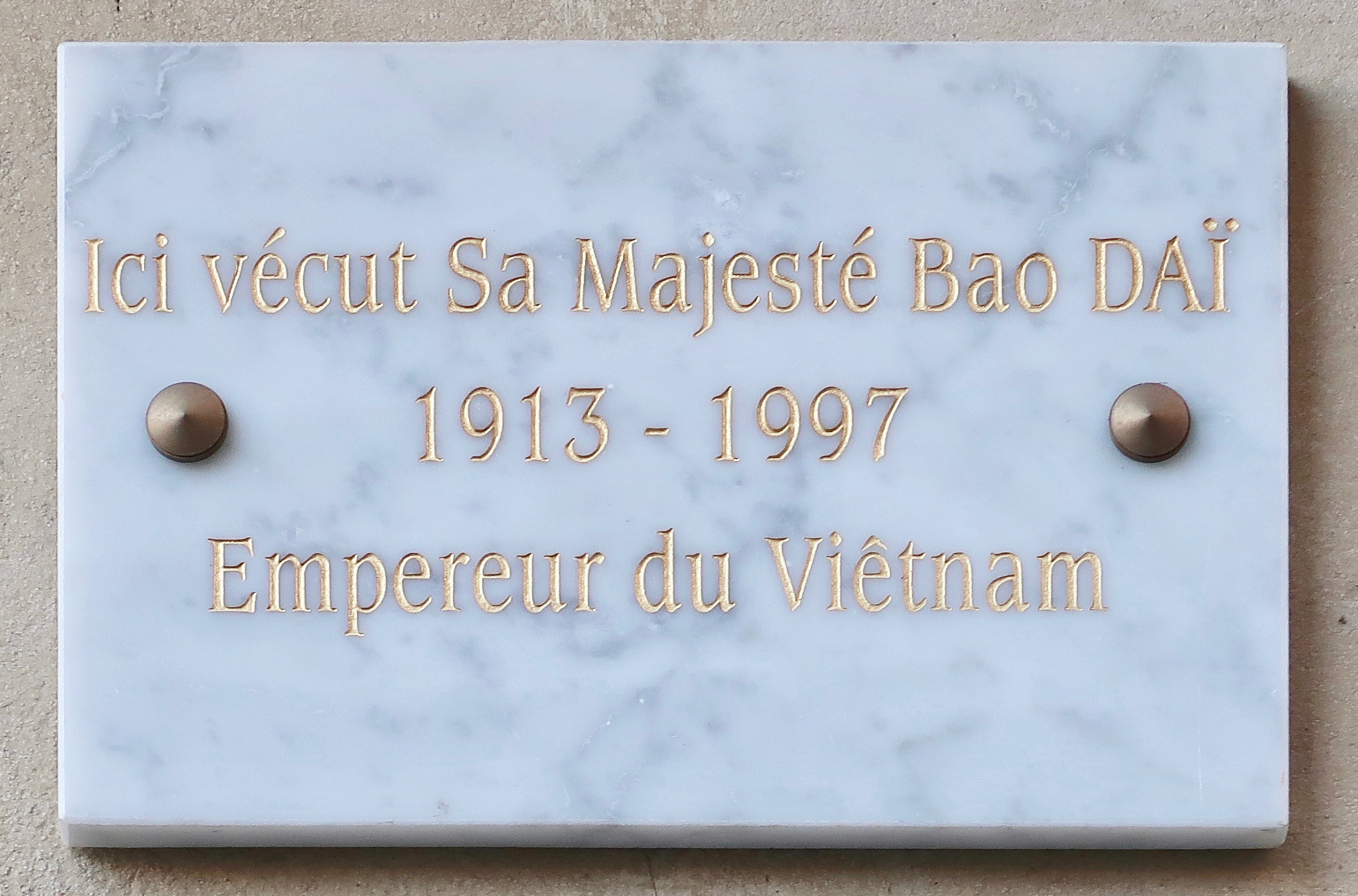
Plaque au no 13.
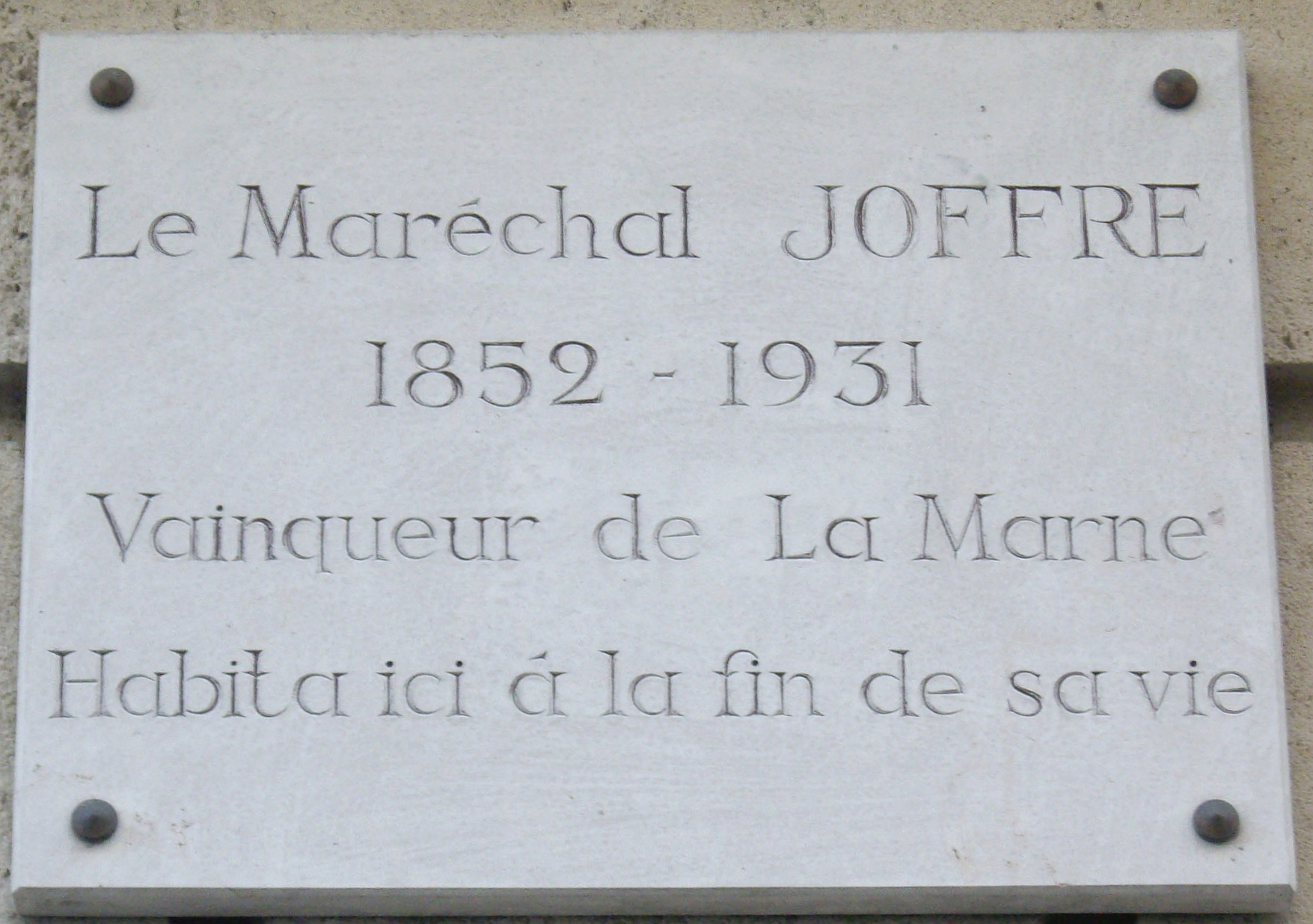
Plaque au no 17.

- No 26 : immeuble Art déco de 1926 conçu par l'architecte G. Christol.
- No 27 : l'homme politique André Breton y résida et y mourut.
- No 28 : le 17 février 1978, des explosions de gaz endommagent cet immeuble, ainsi que les nos 68-70 rue Raynouard et le no 1 avenue du Colonel-Bonnet, faisant douze morts[4].

## Sources
- Melek F., Hepsi Geldi Geçti. Milliyet Yayinları, 1994  (ISBN 975-506-164-9), p. 179-180.